# 硬式搖滾
硬式搖滾（英語：hard rock）也稱為硬搖滾，或稱為重搖滾（英語：heavy rock），是一種搖滾樂流派，發源於1960年代的藍調搖滾、車庫搖滾與迷幻搖滾，比以往的搖滾樂更為猛烈。硬式搖滾主要使用大量回饋效果的音箱，加上產生失真的吉他效果器，其中電吉他加上娃娃音和其他音效的效果器，電貝斯也是可以，鼓組及鍵盤樂器（鋼琴、電子琴、魔音琴）等樂器。

## 演變
硬式搖滾在1970年代發展成為主流音樂的流行音樂流派，其中包括誰人樂團，齊柏林飛船樂隊，黑色安息日樂隊，深紫色樂團，荒原狼樂團，史密斯飛船樂隊，AC/DC和范·海倫等樂團。1980年代，其中一些硬搖滾樂團從硬式搖滾轉變成流行搖滾樂團，其他的樂團仍然維持硬式搖滾。1980年中期，達到商業成功的高峰，像邦喬飛樂團，威豹樂隊這類的魅力金屬樂團，和早期的槍與玫瑰樂團，都在後來取得商業上的巨大成功。1990年代，硬式搖滾開始受到R&B，嘻哈音樂，城市流行樂，油漬搖滾，和英倫搖滾等音樂的流行和商業成功所沖淡。
儘管如此發展，許多後油漬搖滾依然採用硬式搖滾的音樂元素形式， 新創立的樂團嘗試復興車庫搖滾和後龐克文化音樂形式的新硬式搖滾樂團。像車庫搖滾的白線條樂團，鼓擊樂團，音特波樂團，及後來的黑鍵樂團。1970年代末演變出子類別重金屬音樂，而第一批自稱重金屬的樂團包含了猶大祭司捨棄藍調和搖滾的原來方向，而往重金屬樂發展。